# Miloslav Boria
Miloslav Boria, křtěný Miloslav Fortunát, řečený též Miloš Boria (4. dubna 1896 Uherské Hradiště – 16. června 1937 Vsetín), byl český malíř.

## Život
Miloslav Boria se narodil v Uherském Hradišti jako poslední, tedy páté dítě, v rodině obuvníka a městského sluhy Františka Borie a jeho ženy Josefy rodem Maznanerové, dcery bednáře z Velehradu. Vyrůstal v početné rodině, měl čtyři starší sourozence, Františka, Annu, Antonína a Marii. Od raného mládí rád a obstojně kreslil a byl tímto předurčen stát se malířem. Po absolvování obecné školy, dále studoval na českém gymnáziu a následně ještě na dvouleté obchodní škole v Uherském Hradišti. V roce 1914, počátkem 1. světové války byl povolán do Rakousko-uherské armády, v níž bojoval převážně na Ruské frontě. V letech 1916–1918 pobýval v ruském zajetí a příležitostně učil syna kavkazského knížete Naradešvilliho malovat. Vše zdárně přežil a vrátil se domů.[zdroj?]
V umělecké činnosti jej podporoval jeho starší bratr Antonín, který byl radou Nejvyššího soudu v Brně. Právě on mu umožnil studia v Praze, kde Miloš Boria krátce navštěvoval Akademii výtvarných umění, kde se v letech 1919/1920 a 1921/1922 školil ve všeobecné škole u prof. V. Bukovace a Joseffa Loukoty. Následně docházel do ateliéru Jana Zrzavého.[zdroj?]
Od roku 1923 žil na Vsetínsku, kde ovlivněn francouzskou malbou vytvořil řadu pozoruhodných obrazů a hlásil se vždy k výtvarné skupině Devětsil. V roce 1927 pobýval i v Paříži, kde se seznámil s Picassem, a později byl krátce ve Vídni.[zdroj?]
V červenci roku 1931 se oženil s Drahomírou Hlavinkovou. Většinu života prožil v bídě, zemřel v roce 1937 ve Vsetíně na tuberkulózu. V dnešní době[kdy?] je malíř Boria zapomenutým umělcem.[zdroj?]
Boriova tvorba a umělecké směřování prošly dlouhým vývojem, který však nikdy nebyl ukončen kvůli jeho předčasnému úmrtí na tuberkulózu. Ve Vsetíně po něm zůstala manželka, učitelka Drahomíra Boriová. Vsetínské muzeum má ve svých sbírkách jeho malířskou pozůstalost.[zdroj?]

## Galerie

Abstraktní motiv, koláž, (malba na plátně)
Akt, kombinovaná technika, (olej na lepence)
Krajina (olej na plátně)
Casbah (olej na plátně, adjustováno na lepence)
Abstraktní kompozice, (olej na plátně)
Polonahá ve fialovém (olej na kartonu)
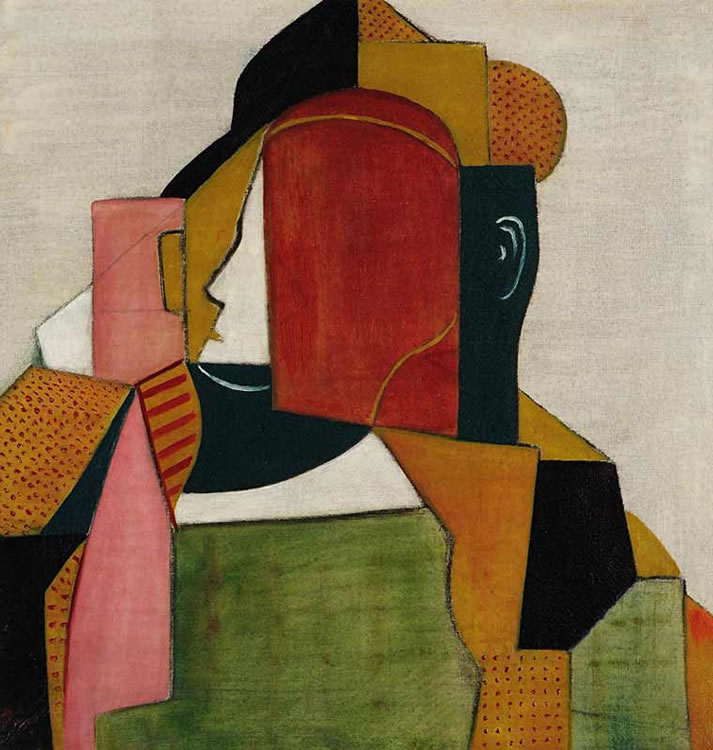
Puristická kompozice s hlavou (olej na plátně) kolem 1928
Ženský akt (olej na malířské lepence)

## Výstavy

### Autorské
- 1964 Miloš Boria 1896–1937, Galerie výtvarného umění, Uherské Hradiště
- 1965 Miloš Boria: Malířské dílo, Galerie výtvarného umění, Hodonín
- 1986–1987 Miloš Boria, Divadlo pracujících, Gottwaldov
- 1987 Miloš Boria: Výbor z malířského díla, Zámek Vsetín, Vsetín
  - Miloš Boria (1896–1937): Obrazy a kresby, Galerie Stará radnice, Brno
- 2016 Miloš Boria: Osamělý proti své vůli, Krajská galerie výtvarného umění ve Zlíně, p. o., Zlín

### Kolektivní
- 1942 Opuštěná paleta, Topičův salon, Praha
- 1977 Česká krajina 20. století, Okresní knihovna, Vsetín
- 1988 Linie / barva / tvar, Dům U Kamenného zvonu, Praha
- 1989 Linie / barva / tvar, Dům U Jonáše, Pardubice
  - Český neoklasicismus dvacátých let. Mezi klasickým řádem a selankou, Staroměstská radnice, Praha
  - Linie / barva / tvar, Alšova jihočeská galerie v Hluboké nad Vltavou (AJG), Hluboká nad Vltavou
- 2002 Poezie magického realismu, Galerie moderního umění, Roudnice nad Labem
- 2003–2004 České malířství, sochařství a architektonická dokumentace ze sbírek Krajské galerie výtvarného umění ve Zlíně
- 2006 Klenoty českého a slovenského moderného maliarstva 1907–1945, Pálffyho palác, Bratislava
  - Klenoty českého a slovenského moderného maliarstva 1907–1945, Galéria Miloša Alexandra Bazovského v Trenčíne (2001-), Trenčín
- 2007–2008 Grund, Mucha, Čapek... Tschechische Malerei aus der Sammlung Kooperativa, Leopold Museum, Vídeň
- 2010–2011 50 let hodonínské galerie: Výstava ze sbírek, Galerie výtvarného umění, Hodonín